# Everybody Say Yeah!: Temptation Box Tour 2010: Zepp Tokyo
A Everybody Say Yeah!: Temptation Box Tour 2010: Zepp Tokyo (a borító írásmódja szerint EVERYBODY SAY YEAH! -TEMPTATION BOX TOUR 2010- ZEPP TOKYO) a Scandal japán együttes második koncertalbuma, amely 2011. március 16-án jelent meg az Epic Records Japan kiadónál. A felvételek a Scandal Temptation Box Tour 2010: Yeah! tte iei! elnevezésű koncertsorozatuk utolsó állomásán, a Zepp Tokyo koncertteremben készültek 2010. október 2-án. A korongra egy a turnét összefoglaló kisfilm is felkerült.
A lemez az ötödik helyen mutatkozott be az Oricon zene DVD eladási listáján, míg az összesített DVD listán a nyolcadikon.

## Számlista
1. Everybody Say Yeah!
2. GIRLism
3. Doll
4. Hi-Hi-Hi
5. Playboy Part II (プレイボーイPartⅡ?)
6. BEAUTeen!!
7. Sódzso M (少女M?, ’Női kisebbség’)
8. Sódzso S (少女S?, ’Lányok’)
9. Hókago 1H (放課後1H?, ’Iskola után egy órával’)
10. Switch (スイッチ?)
11. Namida no Regret (涙のリグレット?, ’A megbánás könnyei’)
12. Kageró (カゲロウ?, ’Tiszavirág’)
13. Sunkan Sentimental (瞬間センチメンタル?, ’ Érzelmes pillanat’)
14. Aitai (会いたい?, ’Látni akarlak’)
15. Hello! Hello!
16. Taijó to kimi ga egaku Story (太陽と君が描くSTORY?, ’A történet, amit te és a Nap rajzolt’)
17. Shining Sun
18. Szajonara My Friend (さよならMy Friend?, ’Viszlát barátom’)
19. Scandal Baby

Bónusz tartalmak
1. Éjjel-nappali turnéfelvételek (a Scandal megjegyzéseivel) (実録ツアー24時 -スキャコメ付き-?)